# Вежа Ейнштейна
Вежа Ейнштейна (нім. Einsteinturm) — астрофізична обсерваторія, яка розташована на території Наукового парку імені Альберта Ейнштейна на горі Телеграфенберг у Потсдамі. Вежа є революційним для свого часу творінням архітектора Еріха Мендельсона. Побудована в 1924 році вежа отримала свою назву на честь лауреата Нобелівської премії 1921 року. У вежі планувалося проводити експерименти, що доводять теорію відносності Ейнштейна. Будівля знаходиться під охороною держави. Вежовий телескоп, спроєктований Ервіном Фінлей-Фройндліхом, належить Потсдамському астрофизичному інституту.

## Історія та сучасність
Будівля обсерваторії була задумана й спроєктована на початку 1917 року, будівництво йшло з 1919 по 1921 рік. Кошти на будівництво були зібрані серед вчених, меценатів і наукових організацій Німеччини та всієї Європи. Обсерваторія почала функціонувати в 1924 році, у найважчі післявоєнні роки. Спочатку планувалося побудувати будівлю обсерваторії з монолітного бетону, однак складність конструктивного рішення й нестача коштів призвела до того, що основна частина будівлі була зроблена з цегли, покритої штукатуркою. Оскільки матеріал доводилося міняти на ходу, в процесі будівництва, конструктивна частина не була перероблена з урахуванням нових обставин.
У перші ж роки це призвело до появи низки проблем, на будівлі з'явилися численні тріщини й протікання. Уже в 1925—1927 роках довелося провести капітальний ремонт будівлі, який також проходив під особистим наглядом Мендельсона. Відтоді в обсерваторії регулярно проходили численні ремонтні роботи. Під час Другої світової війни будівля була сильно зруйнована в ході бомбардувань Потсдама авіацією союзників. Повоєнна відбудова будівлі пройшла в більш повній відповідності з концептуальними ескізами Еріха Мендельсона. Остання повна реконструкція була проведена в 1999 році, до 75-річчя обсерваторії.
У вестибюлі, неподалік від входу в будівлю обсерваторії, на постаменті виставлений бронзовий бюст Ейнштейна. Спочатку він знаходився в одній із лабораторій обсерваторії. У 1933 році, після приходу до влади нацистів і початку політики антисемітизму, вежа Ейнштейна втратила назву й статус «незалежного інституту». Усі фотографії й сліди діяльності Ейнштейна були прибрані, а скульптуру постановили відправити на переплавку. Протягом усіх років нацистського режиму (як прихована «фронда» й данина Ейнштейну) на місці бюста лежав «Один Камінь» (Ein Stein), (ця традиція збереглася і дотепер). Утім після 1945 року виявилося, що співробітники обсерваторії не підкорилися наказу й сховали бюст у підвалі будівлі, в ящику з-під спектрографа.
Сам Ейнштейн ніколи не працював в обсерваторії свого імені, однак активно підтримував організацію на всіх етапах будівництва, а також під час регулярної наукової роботи телескопа. Зображення, отримане оптичними приладами, не оброблювалось безпосередньо, а прямувало через систему передачі сигналів на нижні поверхи будівлі, де знаходяться прилади й лабораторне обладнання. За час роботи обсерваторії в ній змінилося сім телескопів.
До сьогодні роботи сонячної обсерваторії проводяться в рамках програми досліджень Інституту астрофізики Лейбніца в Потсдамі. Зараз тут працює спеціальна експозиція, присвячена ролі й місцю Потсдама у світовій науці.